# Ubertas
Ubertas (von lateinisch Fruchtbarkeit; auch Uberitas) ist die römische Personifikation des Ertragreichtums. Sie unterstützt die menschliche Schaffenskraft und bringt somit Vorräte und Reichtümer.

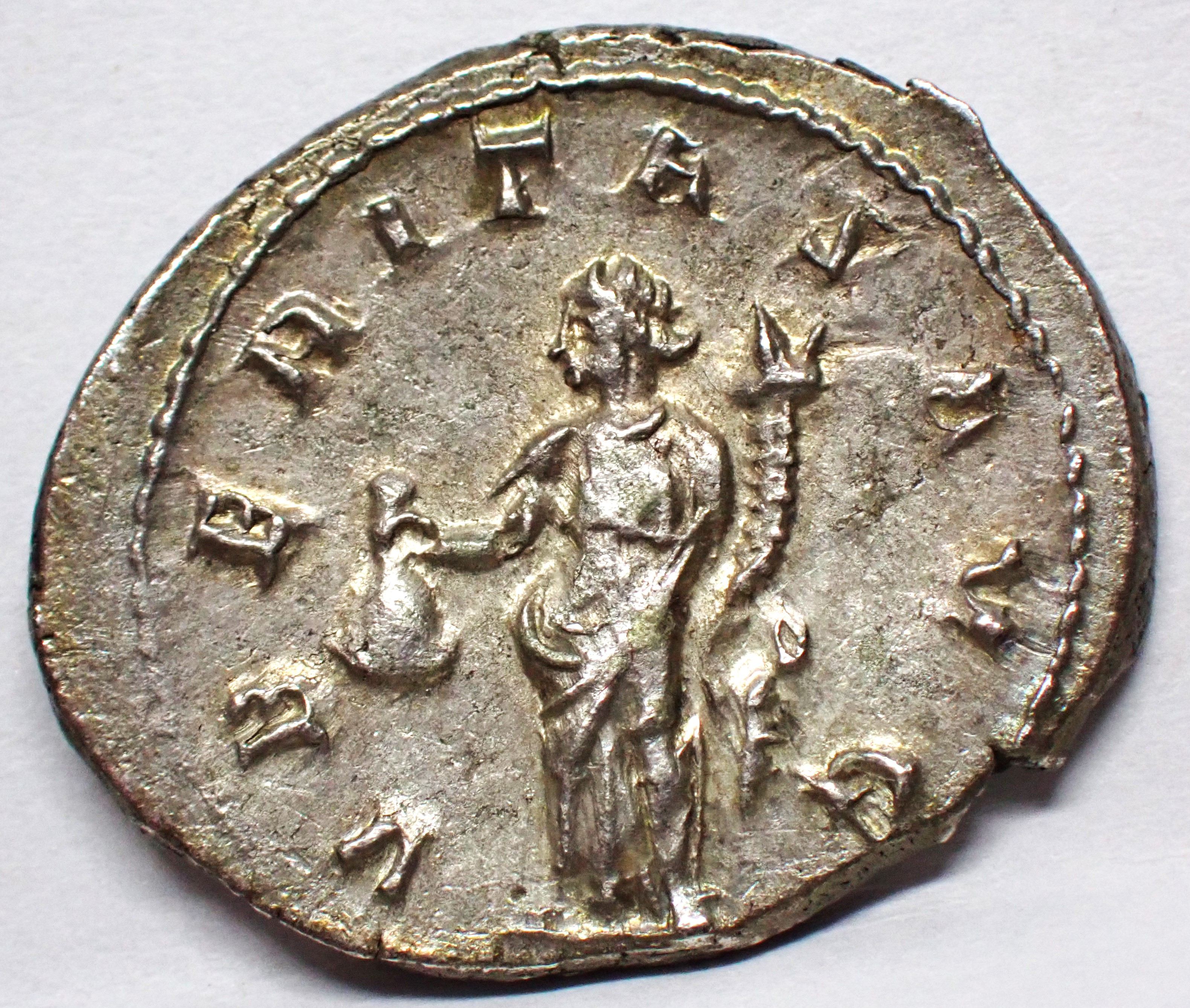
Ubertas auf einem Antoninian des Trajanus Decius, rechte Hand Geldbeutel, linke Füllhorn

## Darstellung
Sie wurde auf römischen Münzen der Kaiserzeit als stehende Frau mit Füllhorn in der einen und einem prallen Geldsäckchen (andere Quellen sehen es ob der ungenauen Darstellung auch als Kuheuter) in der anderen Hand dargestellt.